# Mount Cammerer Fire Lookout
Le Mount Cammerer Fire Lookout – également appelé White Rock Lookout Tower – est une tour de guet du comté de Cocke, dans le Tennessee, aux États-Unis. Situé au sommet du mont Cammerer à proximité immédiate de la frontière entre la Caroline du Nord et le Tennessee, cet édicule construit en 1937-1939 dans le style rustique du National Park Service est protégé au sein du parc national des Great Smoky Mountains. Il est par ailleurs inscrit au Registre national des lieux historiques depuis le 12 juin 2019.